# Saison 2 de Nicky, Ricky, Dicky et Dawn
Chronologie
Saison 1 Saison 3
Cet article présente les épisodes de la deuxième saison de la série télévisée américaine Nicky, Ricky, Dicky et Dawn diffusée du 23 mai 2015 au 6 août 2016 sur Nickelodeon.
En France, la deuxième saison est diffusée du 26 février 2018 au 6 avril 2018 sur Nickelodeon Teen.

## Distribution

### Acteurs principaux
- Aidan Gallagher (VF : Maia Baran) : Nicky Harper
- Casey Simpson (VF : Émilie Guillaume ) : Ricky Harper
- Mace Coronel (VF : Circé Lethem) : Dicky Harper
- Lizzy Greene (VF : Elsa Poisot) : Dawn Harper
- Allison Munn (VF : Maia Baran) : Anne Harper, la mère des quadruplés
- Brian Stepanek (VF : Sébastien Hébrant) : Tom Harper, le père des quadruplés
- Gabrielle Elyse : Josie
- Kyla-Drew Simmons (VF : Marie Van Ermengem) : Mae

### Acteurs récurrents
- Lincoln Melcher : Mack
- Jason Sims-Prewitt : Principal Tarian
- Siena Agudong : Natlee

## Épisodes

### Épisode 1:Le gang des betteraves à sucre
- États-Unis : 23 mai 2015 sur Nickelodeon
- France : 26 février 2018 sur Nickelodeon Teen

- États-Unis : 1,11 million de téléspectateurs[1]

- John Farley : Mr Dexter
- Kyla-Drew Simmons : Mae

### Épisode 2:Pas de "mais" qui tienne
- États-Unis : 30 mai 2015 sur Nickelodeon
- France : 28 mars 2018 sur Nickelodeon Teen

- États-Unis : 1,51 million de téléspectateurs[2]

- Kyla-Drew Simmons : Mae
- Jessica Belkin : Madison
- Elisha Henig : Lucas
- Bob Pflugfelder : Pr Bob (lui-même)

### Épisode 3:Marchands de légendes urbaines
- États-Unis : 6 juin 2015 sur Nickelodeon
- France : 27 février 2018 sur Nickelodeon Teen

- États-Unis : 1,08 million de téléspectateurs[3]

- Kyla-Drew Simmons : Mae
- Jason Sims-Prewitt : Principal Tarian

### Épisode 4:Dawn à tout faire
- États-Unis : 13 juin 2015 sur Nickelodeon
- France : 5 mars 2018 sur Nickelodeon Teen

- États-Unis : 1,10 million de téléspectateurs[4]

- Elisha Henig : Lucas
- Lori Alan : Mr Bing

### Épisode 5:Ennuis de vacances
- États-Unis : 10 juin 2015 sur Nickelodeon
- France : 5 mars 2018 sur Nickelodeon Teen

- États-Unis : 1,48 million de téléspectateurs[5]

- Ramy Youssef : Ty
- Hannah Nordberg : Sienna
- Jillian Shea Spaeder : McKenna

### Épisode 6:Tous au centre commercial
- États-Unis : 27 juin 2015 sur Nickelodeon
- France : 7 mars 2018 sur Nickelodeon Teen

- États-Unis : 1,75 million de téléspectateurs[6]

- Sydney Park : Randee
- Niko Guardado : Jaymis

### Épisode 7:Fan de Candace
- États-Unis : 11 juin 2015 sur Nickelodeon
- France : 12 mars 2018 sur Nickelodeon Teen

- États-Unis : 1,31 million de téléspectateurs[7]

- Candace Parker : elle-même
- Brian Baumgartner : JD McCoy
- Kyla-Drew Simmons : Mae
- Shad Gaspard : Lou

### Épisode 8:Méga pompes deluxe
- États-Unis : 18 juin 2015 sur Nickelodeon
- France : 8 mars 2018 sur Nickelodeon Teen

- États-Unis : 1,11 million de téléspectateurs[8]

- Shane Blades : Doyle Thomas
- Zoë Chao : Mr Apollo

### Épisode 9:La brigade des super quad
- États-Unis : 25 juillet 2015 sur Nickelodeon
- France : 15 mars 2018 sur Nickelodeon Teen

- États-Unis : 1,24 million de téléspectateurs[9]

- Phill Lewis : Mayor
- Damarr Calhoun : Archie
- Aiden Lewandowski : Stevie

### Épisode 10:Quad-divisés
- États-Unis : 11 novembre 2015 sur Nickelodeon
- France : 22 mars 2018 sur Nickelodeon Teen

- États-Unis : 1,79 million de téléspectateurs[10]

Jessica Belkin : Madison
- BJ Tanner : Spaulding

### Épisodes 11 et 12:Direction Hollywood
- États-Unis : 25 novembre 2015 sur Nickelodeon
- France : 6 avril 2018 sur Nickelodeon Teen

- États-Unis : 1,77 million de téléspectateurs[11]

- Jack Griffo : lui-même
- Ciara : elle-même
- Alex Guarnaschelli : lui-même
- Daniella Monet : elle-même
- Lou Ferrigno Jr. : Jett Masterson
- Leslie Grossman : Robin
- Steve Valentine : The Great Billini
- Danny Woodburn : Gayle
- Wendie Malick : GPS Voice Over
- Brian Posehn : Tour Guide
- Paris Smith : lui-même
- Autumn Wendel : elle-même
- Denisea Wilson : elle-même

### Épisode 13:Rock'n'règles
- États-Unis : 9 janvier 2016 sur Nickelodeon
- France : 19 mars 2018 sur Nickelodeon Teen

- États-Unis : 1,47 million de téléspectateurs[12]

- Jimmy Deshler : Declan
- Amber Friendly : Nilla

### Épisode 14:Le ballet et les bêtes
- États-Unis : 16 janvier 2016 sur Nickelodeon
- France : 21 mars 2018 sur Nickelodeon Teen

- États-Unis : 1,64 million de téléspectateurs[13]

- Kyla-Drew Simmons : Mae
- Maddie Ziegler : Eiffel

### Épisode 15:Science et malédictions
- États-Unis : 23 janvier 2016 sur Nickelodeon
- France : 14 mars 2018 sur Nickelodeon Teen

- États-Unis : 1,64 million de téléspectateurs[14]

- Bob Pflugfelder : Pr Bob (lui-même)
- Kyla-Drew Simmons : Mae

### Épisode 16:Président Harper
- États-Unis : 30 janvier 2016 sur Nickelodeon
- France : 6 mars 2018 sur Nickelodeon Teen

- États-Unis : 1,71 million de téléspectateurs[15]

- Kyla-Drew Simmons : Mae
- Ian Reed Kesler : Mr Williams

### Épisode 17:Oui, mon capitaine!
- États-Unis : 6 février 2018 sur Nickelodeon
- France : 20 mars 2018 sur Nickelodeon Teen

- États-Unis : 1,59 million de téléspectateurs[16]

### Épisode 18:Mae et les garçons
- États-Unis : 13 février 2016 sur Nickelodeon
- France : 28 mars 2018

- États-Unis : 1,53 million de téléspectateurs[17]

- Kyla-Drew Simmons : Mae
- Jason Sims-Prewitt : Principal Tarian

### Épisode 19:Journal d'une quad en colère
- États-Unis : 20 février 2016 sur Nickelodeon
- France : 4 avril 2018 sur Nickelodeon Teen

- États-Unis : 1,67 million de téléspectateurs[18]

- Kyla-Drew Simmons : Mae

### Épisode 20:Le quadribunal
- États-Unis : 27 février 2016 sur Nickelodeon
- France : 13 mars 2018 sur Nickelodeon Teen

- États-Unis : 1,48 million de téléspectateurs[19]

- Kyla-Drew Simmons : Mae
- Jason Sims-Prewitt : Principal Tarian
- Lincoln Melcher : Mack

### Épisode 21:Les potes de film
- États-Unis : 5 mars 2016 sur Nickelodeon
- France : 26 mars 2018 sur Nickelodeon Teen

- États-Unis : 1,44 million de téléspectateurs[20]

- Lincoln Melcher : Mack
- Isaak Presley : Moses

### Épisode 22:Nicky, Ricky, Dicky et Rhumy
- États-Unis : 9 juillet 2016 sur Nickelodeon
- France : 3 avril 2018 sur Nickelodeon Teen

- États-Unis : 1,37 million de téléspectateurs[21]

- Kyla-Drew Simmons : Mae
- Jason Sims-Prewitt : Principal Tarian

### Épisode 23:Mission quad-possible
- États-Unis : 16 juillet 2016 sur Nickelodeon
- France : 5 avril 2018 sur Nickelodeon Teen

- États-Unis : 1,46 million de téléspectateurs[22]

- Kyla-Drew Simmons : Mae
- Tony Cavalero : JT Steele
- Valeria Maldonado : Sharon Dee

### Épisode 24:L'escalier de la popularité
- États-Unis : 29 juillet 2016 sur Nickelodeon
- France : 28 mars 2018 sur Nickelodeon Teen

- États-Unis : 1,35 million de téléspectateurs[23]

- Kyla-Drew Simmons : Mae
- Isaak Presley : Moses
- Spencer Tomich : Trey
- Molly Jackson : Brianna
- Will Babbitt : Marshall

### Épisode 25:Vous connaissez la nouvelle?
- États-Unis : 30 juillet 2016 sur Nickelodeon
- France : 2 avril 2018 sur Nickelodeon Teen

- États-Unis : 1,65 million de téléspectateurs[24]

- Kyla-Drew Simmons : Mae
- Ashley Liao : Syd

### Épisode 26:L'art révélateur
- États-Unis : 6 août 2016 sur Nickelodeon
- France : 27 mars 2018 sur Nickelodeon Teen

- États-Unis : 1,31 million de téléspectateurs[25]

- Kyla-Drew Simmons : Mae
- Mary Birdsong : Mr Gressle